# Anthony Hudson
Anthony Hudson, né le 11 mars 1981 à Seattle, dans l'État de Washington, est un footballeur américano-anglais reconverti en entraîneur. Il est le fils de l'ancien international anglais Alan Hudson.

## Biographie

### Parcours d'entraîneur
Entre 2006 et 2008, il est l'entraîneur adjoint de David Irving aux Hammerheads de Wilmington. Le 28 octobre 2008, il est nommé entraîneur du Real Maryland Monarchs à l'âge de 27 ans. Il était le plus jeune entraîneur professionnel aux États-Unis à l'époque. Il est nommé pour le Prix de l'entraîneur de l'année USL Second Division 2009. Il quitte le Real Maryland Monarchs à la fin de la saison 2010 après deux saisons à la tête de l'équipe. 
Après avoir quitté le Real Maryland à la fin de la saison 2010, il retourne au Royaume-Uni pour prendre en charge la réserve de Tottenham Hotspur.
Le 4 avril 2011, il est nommé entraîneur du Newport County en Conference Premier. Il reste six matchs de la saison 2010-2011. Il fait 4 victoires et 2 défaites, le club termine 9e place du championnat. Mais le 28 septembre, Newport n'ayant gagné qu'une fois en 12 journée du championnat, il est renvoyé du club .
Le 21 mars 2012, il est nommé sélectionneur de Bahreïn des moins de 23 ans. Puis le 13 août 2013, il est nommé sélectionneur de Bahreïn. Le 9 septembre, lors d'un match amical, il dirige son premier match, contre le Koweït. La rencontre se solde par une défaite 2-1 des Bahreïniens, suivie de deux victoires contre la Malaisie et le Yémen en novembre, ce qui a permis la qualification de Bahreïn pour la coupe d'Asie 2015. En octobre, il est nommé comme candidat potentiel en tant que nouveau sélectionneur du Danemark. Avec la sélection des moins de 23 ans, il remporte la Coupe du Golfe 2013.
En février 2014, il signe une prolongation de contrat de deux ans avec la sélection de Bahreïn. Mais le 27 juillet, il démissionne de son poste.
Le 5 août 2014, il est nommé sélectionneur de l'équipe nationale de football néo-zélandaise, après avoir démissionné de la sélection du Bahreïn. Le 8 septembre, lors d'un match amical, il dirige son premier match, contre l'Ouzbékistan. La rencontre se solde par une défaite 3-1 des Néo-Zélandais.
Entre octobre 2016 et mars 2017, il a reçu des offres de contrat par des clubs anglais comme Derby County, Norwich City, et Milton Keynes Dons. 
Le 11 juin 2016, il remporte la coupe d'Océanie en battant la Papouasie-Nouvelle-Guinée en finale lors de la séance de tirs au but. Puis, en juin 2017, il participe à la coupe des confédérations en Russie. La Nouvelle-Zélande est éliminée au premier tour, après 3 défaites contre la Russie (défaite 2-0), le Mexique (défaite 2-1) et le Portugal (défaite 4-0). Il est devenu le plus jeune sélectionneur (36 ans et 98 jours) à participer à une coupe des confédérations.
Les « Kiwis » se qualifient ainsi pour le barrage intercontinental disputé contre le Pérou. Les Néo-Zélandais sont éliminés à ce stade de la compétition sur le score de deux buts à zéro sur les deux matchs et il annonce son départ.
Le 29 novembre 2017, il est nommé entraîneur des Rapids du Colorado en Major League Soccer . Il est licencié fin avril 2019.

## Statistiques d'entraîneur
| Real Maryland    | 28 octobre 2008 | 15 juin 2010      | 45 | 13 | 11 | 21 | 28,9 |
| Newport County   | 4 avril 2011    | 28 septembre 2011 | 18 | 5  | 5  | 8  | 27,3 |
| Bahreïn          | 13 août 2013    | 27 juillet 2014   | 12 | 3  | 6  | 3  | 25,0 |
| Nouvelle-Zélande | 5 août 2014     | 23 novembre 2017  | 27 | 9  | 7  | 11 | 33,3 |

## Palmarès
Nouvelle-Zélande
- Vainqueur de la Coupe d'Océanie en 2016